# Эркаев, Баходир Тургунович
Баходир Тургунович Эркаев (узб. Erkaev Bahodir: род. 14 марта 1975 года, Попский район, Наманганская область, Узбекистан) — узбекский тренер по боксу. Заслуженный тренер Республики Узбекистан (2019), награждён медалью «Шухрат» (2013). С 1992 года работает в системе специализированных спортивных школ олимпийского резерва, внёс большой вклад в развитие узбекского бокса.

## Биография
Баходир Эркаев родился 14 марта 1975 года в Попском районе Наманганской области. Окончил Ферганский государственный университет в 2018 году по специальности «физическая культура». 

## Тренерская деятельность
Трудовую деятельность начал в 1992 году в специализированной детско-юношеской спортивной школе олимпийского резерва Ферганской области, где проработал до 2002 года. С 2002 по 2016 год занимал должность тренера-преподавателя по боксу в той же школе. 
С 2019 по 2022 год работал тренером-преподавателем по боксу в Ферганской областной специализированной спортивной школе единоборств
С 2022 по 2024 год работал главным тренером национальной сборной Вьетнама по боксу
С 2024 года работает старшим тренером в юношеской боксерской команде Китая, принимая активное участие в подготовке перспективных спортсменов.
Под его руководством были подготовлены десятки мастеров спорта, а также призёры и победители национальных и международных соревнований.
Он тренировал таких известных боксёров, как Бектемир Меликузиев (серебряный призёр Олимпийских игр 2016 года в весе до 75 кг), Мирзазизбек Мирзакалилов (участник Олимпийских игр 2020 года в весе до 57 кг) и Асадхужа Муйдинкходжаев (олимпийский чемпион 2024 года в весе до 71 кг).

## Государственные награды
- Медаль «Шухрат» (2013)
- Заслуженный тренер Республики Узбекистан (2019)[11]